# Manslaughter (comics)
Pour les articles homonymes, voir Manslaughter.
Manslaughter est un personnage appartenant à l'univers de Marvel Comics. Il est apparu pour la première fois dans Defenders #133, en 1984.

## Origine
On ne sait pas grand-chose sur l'origine de Manslaughter, mais il semble être un mutant. Il a grandi dans les rues.
Un jour, il utilisa son pouvoir pour retrouver l'Interloper en Sibérie et devint son disciple. Après avoir appris à maîtriser son don, il partit et devint tueur à gage.
Il fut engagé pour tuer les Défenseurs mais fut stoppé par Le Fauve. Il passa plusieurs mois en prison. Il tenta de se venger mais fut de nouveau vaincu. Pourtant, l'Interloper intervint et demanda au Défenseurs de l'inclure dans leur groupe.
Il se sacrifia avec Andromeda, l'Interloper, la Valkyrie et le Gargouille pour vaincre le Dragon de la Lune. Les sacrifiés passèrent de longs mois dans une autre dimension, jusqu'à ce que le Docteur Strange les réincarne sur Terre.
Manslaughter fut par la suite engagé comme assassin par le docteur Karl Malus.

## Pouvoirs
- Manslaughter possède un pouvoir télépathique limité qui lui permet de percevoir l'activité nerveuse d'autrui. Il se sert de ce pouvoir pour troubler les sens de ses adversaires, se rendant ainsi invisible à leur perception, sauf si on le regarde fixement.
- Il a déjà établi des liens psychiques, pour transmettre la douleur et des émotions.
- Manslaughter est très agile et sait utiliser plusieurs types d'armes au corps à corps.
- C'est un bon électronicien, adepte dans l'art de fabriquer des pièges.